# Општина Александру Одобеску (Калараш)
Александру Одобеску (рум. Alexandru Odobescu) општина је у Румунији у округу Калараш.
Oпштина се налази на надморској висини од 30 m.